# Leslie E. Robertson

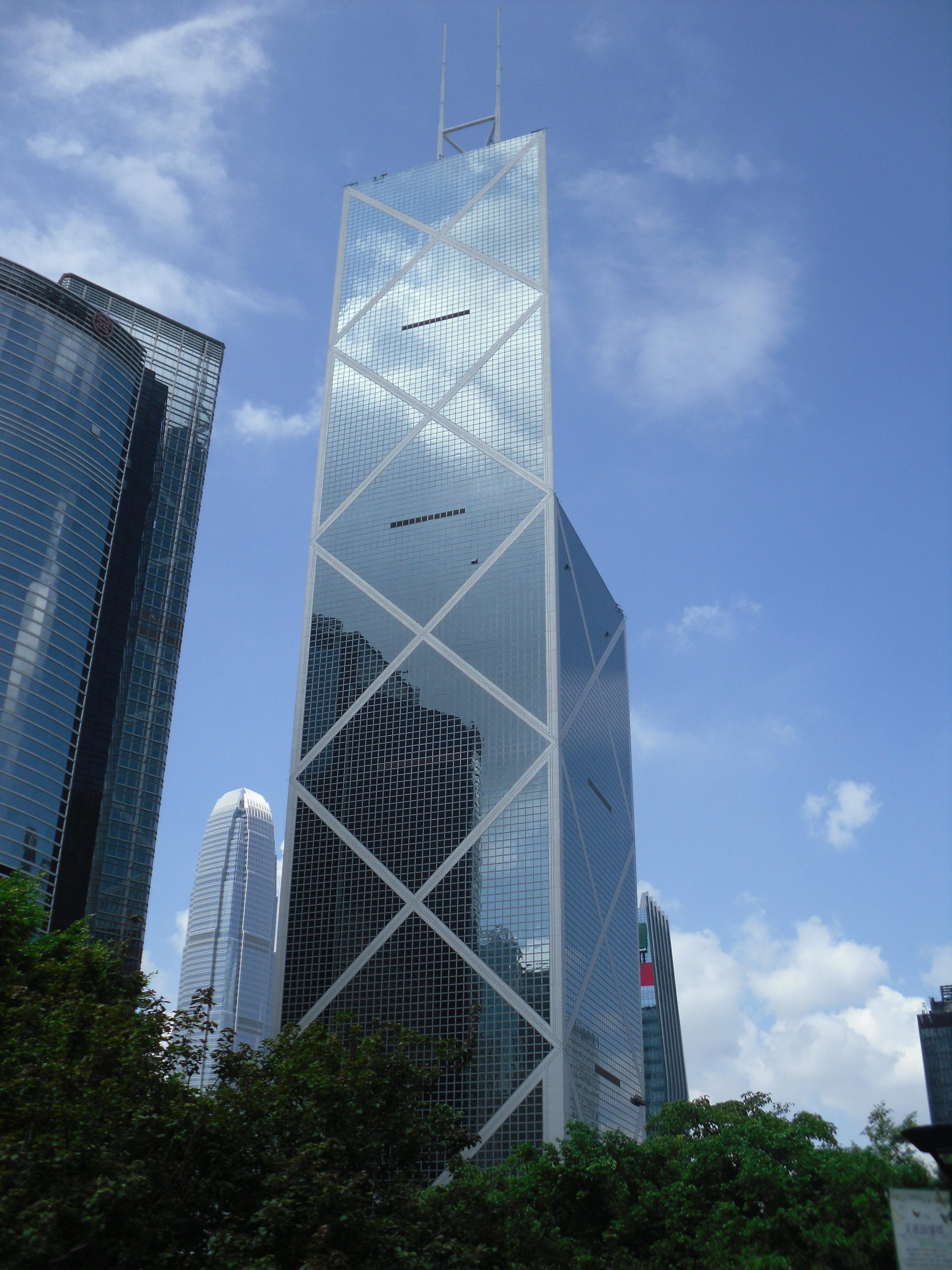
Bank of China Tower

Leslie Earl Robertson (* 12. Februar 1928 in Manhattan Beach, Kalifornien; † 11. Februar 2021 in San Mateo, Kalifornien) war ein US-amerikanischer Bauingenieur.

## Biographie
Robertson absolvierte eine Ausbildung zum Elektroniker bei der United States Navy und studierte an der University of California, Berkeley (Bachelor 1952). Zunächst war er bei Kaiser Engineering und ab 1958 bei Worthington and Skilling in Seattle tätig. Sein erstes großes Hochhausprojekt war das ab 1966 geplante und von 1968 bis 1972 gebaute World Trade Center im Ingenieurbüro Worthington, Skilling, Helle, and Jackson (WSHJ). Als Robertson Partner wurde, wurde daraus ab 1967 Skilling, Helle, Christiansen, Robertson. 1982 wurde das Ingenieurbüro aufgeteilt und Robertson übernahm das Ostküsten-Büro als Leslie E. Robertson Associates (LERA). 1994 trat er als Partner zurück, blieb aber noch bis 2012 aktiv im Design-Team der Firma.
Robertson starb im Februar 2021, einen Tag vor seinem 93. Geburtstag, in Kalifornien.

## Bauten
Zu seinen Projekten als leitender Ingenieur gehören das World Trade Center (WTC, Architekt Minoru Yamasaki), das Shanghai World Financial Center, Puerta de Europa, Meadowlands Arena und der Bank of China Tower in Hongkong, die Rock and Roll Hall of Fame in Cleveland, den U.S. Steel Tower in Pittsburgh, Morton H. Meyerson Symphony Center in Dallas, Suzhou-Museum, Miho Museum und -Brücke in Kyoto. Er war beteiligt am geplanten Nakheel Tower in Dubai, Merdeka 118 (644 m, Kuala Lumpur) und am Lotte World Tower.
Beim ersten Anschlag auf das WTC 1993 machte Robertsons Team das Bauwerk in einem Monat wieder gebrauchsfähig, wofür er den Mayor’s Award for Excellence in Science and Technology des New Yorker Bürgermeisters erhielt. Beim Einsturz der Gebäude nach dem zweiten Terroranschlag 2001 hielten die Gebäude immerhin solange stand, dass sich mehrere Tausend in Sicherheit bringen konnten. Robertson machte sich dennoch Vorwürfe, dass er den Stahlkern im Zentrum nicht mit Beton verstärkt hatte, so dass die Konstruktion einem Feuer länger standgehalten hätte. Für das World Trade Center erfand er eine mechanische Dämpfung gegen die Windlasten (um 1968). Die beim WTC realisierte gerahmte Röhrenstruktur (framed tube) mit Fachwerkbrückenausleger (hat system oder outrigger) und vorgefertigten Außenwandelementen, die der Außenwand eine tragende Funktion übertrugen und die lateralen Windlasten auffingen (und maximalen Büroraum ohne störende Säulen schufen), war eine Pionierleistung im Hochhausbau. Auch bei der Verwendung von Computern in der Berechnung spielte er damals eine Vorreiterrolle. Für den Bank of China Tower beschritt er mit einer aus Dreieckselementen zusammengesetzten Raumfachwerk (space frame) Megastruktur ebenfalls Neuland.

## Ehrungen
1989 wurde er Mann des Jahres im Bauwesen bei Engineering News Record, 2002 erhielt er den ersten Henry C. Turner Prize des National Building Museum und 2003 den OPAL Award (Outstanding Projects and Leaders) der ASCE (deren Distinguished Member er war) und den J. Lloyd Kimbrough Award des American Institute of Steel Construction (AISC). 2004 erhielt er die Goldmedaille der Institution of Structural Engineers, 2004 die Fazlur Khan Medal und 2012 die John Fritz Medal der American Association of Engineering Societies. Er war Mitglied der National Academy of Engineering und mehrfacher Ehrendoktor (Lehigh University, University of Western Ontario, University of Notre Dame, Rensselaer Polytechnic Institute).